# Carrierea calycina
Carrierea calycina är en videväxtart som beskrevs av Adrien René Franchet. Carrierea calycina ingår i släktet Carrierea och familjen videväxter. Inga underarter finns listade i Catalogue of Life.